# Dragon (kolejka górska)
Dragon – otwarta w 2015 roku rodzinna stalowa kolejka górska w parku rozrywki Energylandia w Zatorze. Jest pierwszą w Polsce odwróconą kolejką górską, co oznacza, że jej pociąg porusza się podwieszony pod torem. Roller coaster Dragon jest jedną z 14 identycznych instalacji modelu Suspended Family Coaster 453m firmy Vekoma: pięć wybudowano w Chinach, trzy w Stanach Zjednoczonych, dwie w Wietnamie, a po jednej w Australii, Danii i Francji.

## Opis przejazdu
Tor kolejki liczy sobie niecałe pół kilometra długości, przebiega blisko gruntu i elementów konstrukcji kolejki, częściowo także pod ziemią. Pociąg przejeżdża przez krótki tunel tuż za pierwszym spadkiem. Tunel w czasie przejazdu pociągu jest zadymiany przez wytwornicę dymu. Na trasie kolejki znajdują się jeszcze dwa tunele nadziemne, tworzone przez elementy dekoracji.

## Tematyzacja
Główny element wystroju kolejki stanowi smocza głowa, przez której paszczę przejeżdża pociąg tuż za pierwszym spadkiem. Tor zielony, podpory niebieskie.

## Miejsce w rankingach
Kolejka górska Dragon zajęła 7. miejsce w rankingu European Star Award dziesięciu najlepszych nowych kolejek górskich w Europie wybudowanych w 2015 roku.

## Wypadek z 27 maja 2015
27 maja 2015 około godziny 08:30, jeszcze przed oficjalnym otwarciem kolejki, doszło do wypadku, w wyniku którego ciężko ranny został 35-letni pracownik wykonujący prace ogrodowe na terenie kolejki. Znalazł się on w niedozwolonym miejscu w trakcie przeprowadzania przejazdu testowego i uległ zderzeniu z pustym pociągiem.